# Comité olympique du Nigeria
Le Comité olympique nigérian (anglais : Nigeria Olympic Committee) est le comité national olympique du Nigeria fondé en 1951 à Lagos.

## Histoire
Le comité est fondé le 26 mai 1951 sous le nom d'Association Olympique du Nigeria, des Jeux du Commonwealth et de l'Empire Britannique (NOBECGA)  et reconnu par le Comité international olympique la même année. Il est renommé en Comité olympique du Nigeria en 1966, puis en Association Olympique du Nigeria en 1967 avant de retrouver le nom de Comité olympique du Nigeria en 1975.
Le Nigeria participe à ses premiers Jeux olympiques en 1952 à Helsinki.

## Présidents
Les présidents du Comité sont :
- 1951 - 1953 : Charles Newham
- 1953 - 1962 : Peter H. Cook
- 1962 - 1966 : Adetokunbo Ademola
- 1966 - 1966 : Mike Okwechime
- 1967 - 1976 : Henry Adefope
- 1976 - 1978 : Olufemi Olutoye
- 1978 - 1985 : Lateef Adegbite (en)
- 1979 - 1979 : D. K. Sho-Silva
- 1985 - 1987 : David Jemibewon (en)
- 1987 - 1997 : Raheem Adejumo (en)
- 1997 - 2000 : Adamu Dyeri
- 2001 - 2010 : Habu Gumel
- 2010 - 2014 : Sani Ndanusa (en)
- depuis 2014 : Habu Gumel.